# 칼킬리야

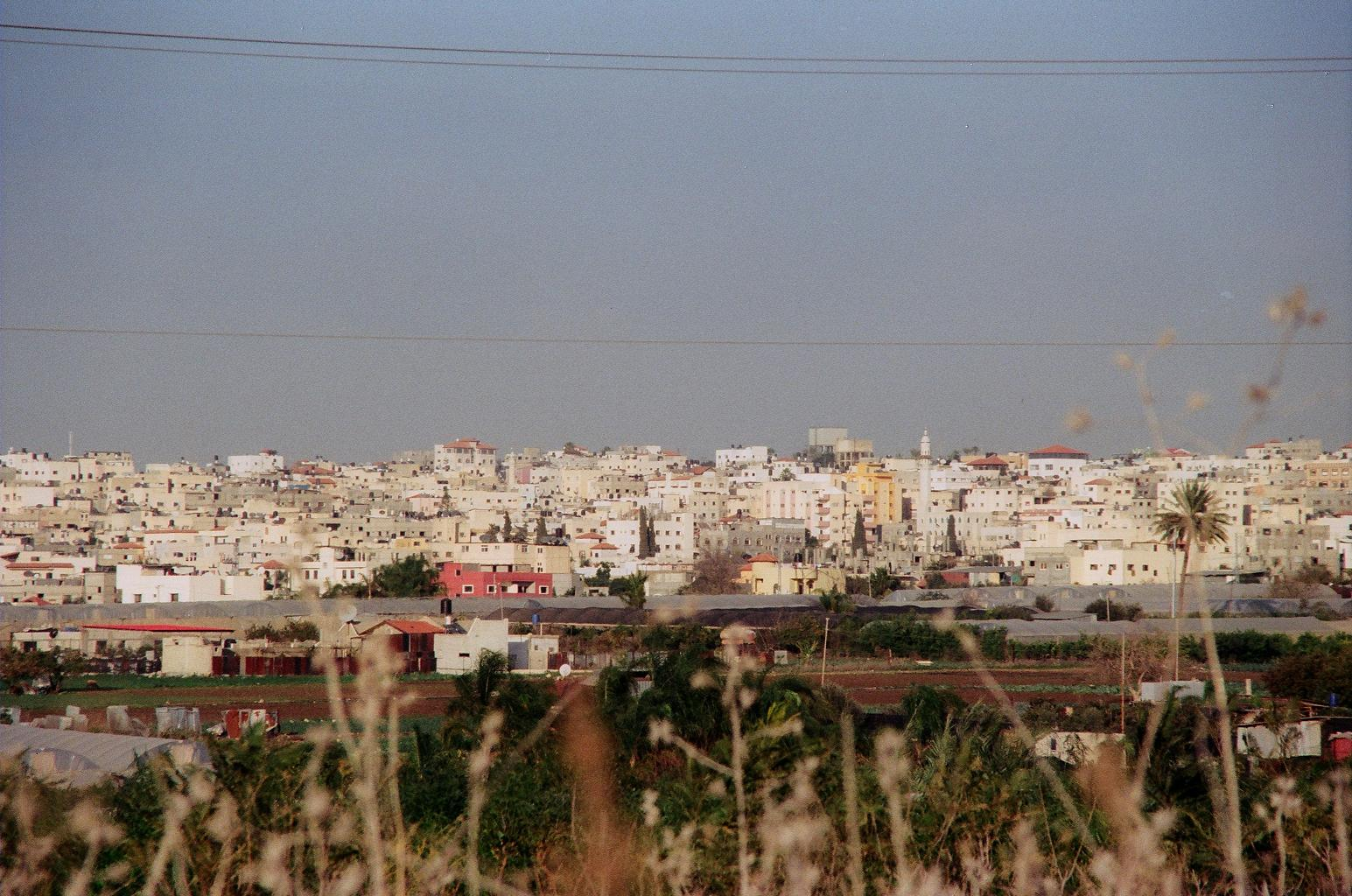
칼킬리야 시가지

칼킬리야(아랍어: قلقيلية)는 팔레스타인 요르단강 서안 지구에 위치한 도시로 칼킬리야주의 주도이며 면적은 25.6km2, 인구는 41,739명(2007년 기준)이다. 요르단강 서안 지구 북서부에 위치하며 툴카름에서 16km 정도 떨어진 곳에 위치한다. 이스라엘 요르단강 서안 지구 분리 장벽에 둘러싸여 있다.
오스만 제국의 지배를 받고 있던 1596년에 처음으로 등장했으며 1949년 제1차 중동 전쟁 이후에는 요르단의 지배를 받았다. 1967년 제3차 중동 전쟁에서 이스라엘 군대에 점령되었다.